# Piddelbornsmühle

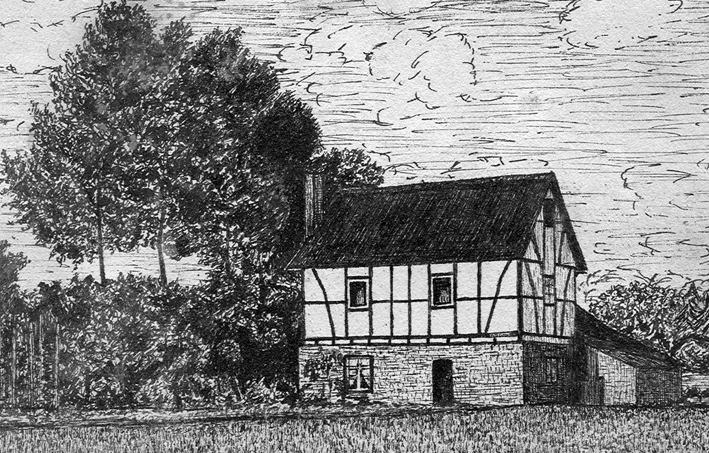
Die Piddelbornsmühle um 1900, Federzeichnung eines unbekannten Künstlers

Die Piddelbornsmühle war überwiegend eine Schleifmühle im Stadtteil Gronau von Bergisch Gladbach an der Strunde.

## Geschichte
Ein schriftlicher Beleg von 1745 berichtet über die Anfänge der Mühle: „Item die schleifmühl am Piddelborn gelegen, denen erbgenahmen alda zuständig und fundieren alda auff ein altes privilegium, so dem schleiffers ambt verliehen, vermög dessen von der erkäntniß zu eximiren ad –.“ Zu dieser Zeit scheint sie entsprechend der Kellnereirechnung des Amts Porz von 1744/45 noch eine der letzten Schleifmühlen an der Strunde gewesen zu sein. Denn vor 1602 gehörte sie Christian Schonnenberg, der sie als Vollmühle nutzte. Die Mühle gab es also schon im Mittelalter, wurde aber in der zweiten Hälfte des 18. Jahrhunderts umgenutzt. Das zweigeschossige Gebäude mit Satteldach bestand unten aus gemauerten Bruchsteinen und darüber aus Lehmfachwerk. Im Erdgeschoss befand sich die Mühle, während darüber die Wohnräume waren. 1773 wurde die Mühle zum Ölschlagen, Gerstenschälen und Tabakmahlen gebraucht. 1823 war der frühere Pächter Peter Schuhmacher Eigentümer der Mühle, die wieder als Tabaks- und Ölmühle arbeitete. Schuhmacher hatte die Mühle offensichtlich aus dem Nachlass von Franz Heinrich Fauth erworben. 1834 betätigte sich Schuhmacher als Ölmüller, seine Mühle verfügte über ein unterschlächtiges Wasserrad und eine Presse. 1848 gehörte die Piddelbornsmühle Karl August Koch von der Kieppemühle, der die Gefälle von Piddelbornsmühle und Neuer Mühle zur Kieppemühle hochzog. Das war das Ende der Piddelbornsmühle. Das Gebäude diente von jetzt an nur noch zu Wohnzwecken. Es wurde 1976 abgerissen.